# Charné Bosman
Pour les articles homonymes, voir Bosman.
Charné Bosman, née en 1975 à Malmesbury (Western Cape), est une athlète sud-africaine qui a remporté le Comrades Marathon en 2016,.

## Palmarès
| Date | Compétition       | Lieu   | Résultat | Épreuve       |
| ---- | ----------------- | ------ | -------- | ------------- |
| 2016 | Comrades Marathon | Durban | 1re      | Ultramarathon |